# Iuca
Aquest article tracta del gènere Yuca. Iuca també es fa servir com a sinònim de mandioca
La iuca (Yucca) és un gènere de plantes amb flors molt utilitzat en alimentació i jardineria. El gènere compta amb unes 40-50 espècies de plantes perennes, arbusts i arbres. Són originàries de les parts càlides i àrides d'Amèrica del Nord, Amèrica Central. Amèrica del Sud i les Antilles.
Les iuques tenen un sistema de pol·linització molt especialitzat que està a càrrec d'arnes de la família Prodoxidae o arnes de les iuques. L'insecte transfereix el pol·len dels estams d'una planta a l'estigma d'una altra planta i a la vegada pon els seus ous en la flor i la larva s'alimenta d'algunes de les llavors però no pas de totes.
Les parts comestibles d'algunes iuques poden ser fruits, llavors, flors, tiges florides i més rarament les arrels. En tot cas no s'ha de confondre amb la mandioca que malgrat anomenar-se també iuca és de la família euforbiàcia i no està relacionada botànicament amb el gènere Yucca.

## Distribució

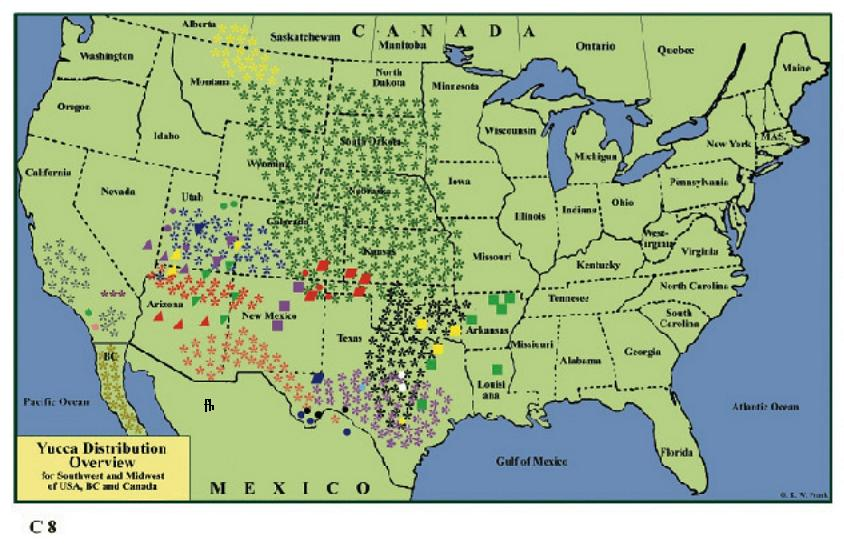
Distribució d'espècies de fruit en càpsula a Amèrica del Nord

La distribució natural del gènere Yucca (49 espècies i 24 subespècies) coriex una extensa zona de Nord-amèrica i Amèrica Central arribant fins al Canadà (Província d'Alberta, Yucca glauca ssp. albertana), cap al sud arriba fins a Guatemals (Yucca elephantipes).
| Planta | Flor | Espècie                                                          | Nom comú                                         |
|        |      | Yucca aloifolia L. (Type species) (syn. Yucca yucatana)          | Aloe yucca, bayoneta                             |
|        |      | Yucca angustissima Engelm. ex Trel. (including Yucca kanabensis) | Narrowleaf yucca, bayoneta                       |
|        |      | Yucca arkansana Trel.                                            |                                                  |
|        |      | Yucca baccata Torr. (including Yucca thornberi)                  | Banana yucca, dátil                              |
|        |      | Yucca baileyi Wooton & Standl. (syn. Yucca standleyi McKelvey)   |                                                  |
|        |      | Yucca brevifolia Engelm.                                         | Joshua tree                                      |
|        |      | Yucca campestris McKelvey                                        |                                                  |
|        |      | Yucca capensis L.W.Lenz                                          |                                                  |
|        |      | Yucca carnerosana (Trel.) McKelvey                               |                                                  |
|        |      | Yucca cernua E.L.Keith                                           |                                                  |
|        |      | Yucca coahuilensis Matuda & I.L.Pina                             |                                                  |
|        |      | Yucca constricta Buckley                                         | Buckley's yucca                                  |
|        |      | Yucca decipiens Trel.                                            | Palma China                                      |
|        |      | Yucca declinata Laferr.                                          |                                                  |
|        |      | Yucca desmetiana Baker                                           |                                                  |
|        |      | Yucca elata (Engelm.) Engelm.                                    | Soaptree yucca                                   |
|        |      | Yucca endlichiana Trel.                                          |                                                  |
|        |      | Yucca faxoniana Sarg. (syn. Yucca torreyi)                       | Torrey yucca                                     |
|        |      | Yucca filamentosa L.                                             | Spoonleaf yucca, Filament yucca, o Adam's Needle |
|        |      | Yucca filifera Chabaud                                           | Palma Chuna yucca                                |
|        |      | Yucca flaccida Haw.                                              | Flaccid leaf yucca                               |
|        |      | Yucca gigantea Lem. (syn. Yucca guatemalensis)                   | Spineless yucca                                  |
|        |      | Yucca glauca Nutt.                                               | Great Plains yucca                               |
|        |      | Yucca gloriosa L. (including Yucca recurvifolia)                 | Moundlily yucca, Adam's needle, Spanish dagger   |
|        |      | Yucca grandiflora Gentry                                         | Sahuiliqui yucca                                 |
|        |      | Yucca harrimaniae Trel. (syn. Yucca nana)                        | Harriman's yucca                                 |
|        |      | Yucca intermedia McKelvey                                        | Intermediate yucca                               |
|        |      | Yucca jaliscensis (Trel.) Trel.                                  | Izote                                            |
|        |      | Yucca lacandonica Gómez Pompa & J.Valdés                         | Tropical yucca                                   |
|        |      | Yucca linearifolia Clary                                         |                                                  |
|        |      | Yucca luminosa (syn. Yucca rigida)                               | Blue yucca                                       |
|        |      | Yucca madrensis Gentry                                           | Soco yucca                                       |
|        |      | Yucca mixtecana García-Mend.                                     |                                                  |
|        |      | Yucca necopina Shinners                                          |                                                  |
|        |      | Yucca neomexicana Wooton & Standl.                               | bayoneta                                         |
|        |      | Yucca pallida McKelvey                                           | Pale yucca                                       |
|        |      | Yucca periculosa Baker                                           | Izote                                            |
|        |      | Yucca potosina Rzed.                                             |                                                  |
|        |      | Yucca queretaroensis Piña Luján                                  |                                                  |
|        |      | Yucca reverchonii Trel.                                          |                                                  |
|        |      | Yucca rostrata Engelm. ex Trel.                                  | Beaked yucca, Big Bend yucca                     |
|        |      | Yucca rupicola Scheele                                           | Texas yucca, or twist-leaf yucca                 |
|        |      | Yucca schidigera Roezl ex Ortgies                                | Mojave yucca                                     |
|        |      | Yucca × schottii                                                 | Hoary yucca o mountain yucca                     |
|        |      | Yucca sterilis (Neese & S.L.Welsh) S.L.Welsh & L.C.Higgins       |                                                  |
|        |      | Yucca tenuistyla Trel.                                           |                                                  |
|        |      | Yucca thompsoniana Trel.                                         | Thompson's yucca                                 |
|        |      | Yucca treculeana Carrière                                        | Texas bayonet, Trecul's yucca                    |
|        |      | Yucca utahensis McKelvey                                         |                                                  |
|        |      | Yucca valida Brandegee                                           | Datilillo                                        |

## Taxonomia
Un nombre d'espècies abans classificades com Yucca ara es classifiquen en els gèneres Dasylirion, Furcraea, Hesperaloe, Hesperoyucca i Nolina.
- Secció Yucca, abans Sarcocarpa Engelm.
  - Sèrie Faxonianae Hochstätter
    - Yucca carnerosana (Trel.) McKelvey
    - Yucca faxoniana (Trel.) Sarg.

  - Sèrie Baccatae Hochstätter
    - Yucca baccata Torr.
      - Yucca baccata Torr. ssp. baccata
      - Yucca baccata Torr. ssp. vespertina (McKelvey) Hochstätter
      - Yucca baccata Torr. ssp. thornberi (McKelvey) Hochstätter

    - Yucca confinis McKelvey
    - Yucca endlichiana Trel.
    - Yucca arizonica McKelvey

  - Sèrie Treculianae Hochstätter
    - Yucca grandiflora Gentry
    - Yucca declinata Laferr.
    - Yucca treculiana Carriere
    - Yucca torreyi Shafer
    - Yucca schidgera Roezl ex Ortgies
    - Yucca schotti Engelm.
    - Yucca capensis Lenz
    - Yucca jaliscensis Trel.
    - Yucca periculosa Baker
    - Yucca mixtecana Garcia-Mend.
    - Yucca decipiens Trel.
    - Yucca valida Brandegee
    - Yucca potosina Rzed.
    - Yucca filifera Chabaud

  - Sèrie Gloriosae Hochstätter
    - Yucca gloriosa L.
    - Yucca recurvifolia Salisb.

  - Sèrie Yucca
    - Yucca madrensis Gentry
    - Yucca linearifolia Clary
    - Yucca elephantipes Regel
    - Yucca lacandonica Gomez-Pompa & Valdes
    - Yucca aloifolia L.
    - Yucca yucatana Engelm.
- Secció Clistocarpa Engelm.
  -     - Yucca brevifolia Engelm.)
      - Yucca brevifolia Engelm. ssp. brevifolia
      - Yucca brevifolia Engelm. ssp. jaegeriana (McKelvey) Hochstätter
      - Yucca brevifolia Engelm. ssp. herbertii (Webber) Hochstätter
- Secció Chaenocarpa Engelm.
  - Sèrie Filamentosae Hochstätter
    - Yucca filamentosa L.
      - Yucca filamentosa L. ssp. filamentosa
      - Yucca filamentosa L. ssp. smalliana (Fernald) Hochstätter
      - Yucca filamentosa L. ssp. concava (Haw.) Hochstätter

    - Yucca flaccida Haw.

  - Sèrie Rupicolae Hochstätter
    - Yucca cernua Keith
    - Yucca pallida McKelvey
    - Yucca queretaroensis Pina Lujan
    - Yucca reverchonii Trel.
    - Yucca rigida (Engelm.) Trel.
    - Yucca rostrata Engelm. ex Trel.
    - Yucca rupicola Scheele
    - Yucca thompsoniana Trel.

  - Sèrie Harrimaniae Hochstätter
    - Yucca harrimaniae Trel.
      - Yucca harrimaniae Trel. ssp. harrimaniae
      - Yucca harrimaniae Trel. ssp. neomexicana (Wooton i Standl.) Hochstätter
      - Yucca harrimaniae Trel. ssp. sterilis (Neese & Welsh) Hochstätter
      - Yucca harrimaniae Trel. ssp. gilbertiana (Trel.) Hochstätter

    - Yucca nana Hochstätter

  - Sèrie Glaucae (McKelvey) Hochstätter
    - Yucca angustissima Engelm. ex Trel.
      - Yucca angustissima Engelm. ex Trel. ssp. angustissima
      - Yucca angustissima Engelm. ex Trel. ssp. toftiae (Welsh) Hochstätter
      - Yucca angustissima Engelm. ex Trel. ssp. kanabensis (McKelvey) Hochstätter
      - Yucca angustissima Engelm. ex Trel. ssp. avia (Reveal) Hochstätter

    - Yucca baileyi Wooton & Standl.
      - Yucca baileyi Wooton & Standl. ssp. baileyi
      - Yucca baileyi Wooton & Standl. ssp. intermedia (McKelvey) Hochstätter

    - Yucca coahuilensis Matuda & Pinja Lujan
    - Yucca elata Engelm.
      - Yucca elata Engelm. ssp. elata
      - Yucca elata Engelm. ssp. utahensis (McKelvey) Hochstätter
      - Yucca elata Engelm. ssp. verdiensis (McKelvey) Hochstätter

    - Yucca glauca Nutt.
      - Yucca glauca Nutt. ssp. glauca
      - Yucca glauca Nutt. ssp. stricta (Sims) Hochstätter
      - Yucca glauca Nutt. ssp. albertana Hochstätter

    - Yucca campestris McKelvey
    - Yucca constricta Buckley
    - Yucca arkansana Trel.
      - Yucca arkansana Trel. ssp. arkansana
      - Yucca arkansana Trel. ssp. louisianensis (Trel.) Hochstätter
      - Yucca arkansana Trel. ssp. freemanni (Shinners) Hochstätter
- Secció Hesperoyucca Engelm.
  -     - Yucca whipplei Torr.
      - Yucca whipplei Torr. ssp. whipplei
      - Yucca whipplei Torr. ssp. caespitosa (Jones) Haines
      - Yucca whipplei Torr. ssp. intermedia Haines
      - Yucca whipplei Torr. ssp. percursa Haines
      - Yucca whipplei Torr. ssp. newberryi (McKelvey) Hochstätter
      - Yucca whipplei Torr. ssp. eremica Epling & Haines

## Cultivars
Durant els anys de 1897 a 1907, Carl Ludwig Sprenger aconseguí i donà nom a 122 híbrids de iuques.

## Anècdotes
Al sud-oest dels Estats Units les iuques es troben per tot arreu i per això donen nom a pobles, ciutats i paratges:
- Ciutat de Yucca a Arizona
- Yucca Valley a Califòrnia
- Muntanya Yucca a Nevada
- Yucca House, Monument Nacional